# Vickers-Maschinengewehr
Das Vickers-Maschinengewehr (englisch Vickers Gun) ist ein britisches Maschinengewehr der Firma Vickers im Kaliber .303 British. Es war eine Weiterentwicklung des 1885 von Hiram Maxim entwickelten Maxim-Maschinengewehrs, dessen Patent die Firma 1896 gekauft hatte, und wurde ab 1912 hergestellt.

## Beschreibung
Wie das Maxim-Maschinengewehr hatte das Vickers-MG einen Kniegelenkverschluss, der jedoch nach oben anstatt nach unten knickte und damit eine niedrigere Bauweise des Verschlussgehäuses erlaubte, was zu einer Gewichtsersparnis führte. Wie das Maxim-MG war es aufschießend, d. h. vor der Schussabgabe war der Verschluss in vorderer Stellung, was die Synchronisierung und damit die Verwendung als Flugzeugwaffe erlaubte. Die Vickers Gun war das schwere Standardmaschinengewehr der britischen Armee im Ersten Weltkrieg und ab 1916 Standard-Bordwaffe der britischen und französischen Jagdflugzeuge, wo es durch ein Unterbrechergetriebe gesteuert parallel zur Flugzeugachse durch den Propellerkreis schoss. Als bewegliche Bordwaffe wurde es auch in anderen Kampfflugzeugen eingesetzt. Die British Army gründete 1915 eigens das Machine Gun Corps, um Bedienmannschaften in Kompaniestärke für das Vickers-MG auszubilden, die auf Brigade- oder Divisionsebene den kämpfenden Verbänden zugeteilt wurden, nachdem man vorher lediglich in Sections auf Bataillonsebene operiert hatte.
Das Gewehr selbst wog etwa zwischen 11 und 13 kg und war 110 cm lang; dazu kam das Dreibein mit etwa 19 bis 23 kg. Außerdem wurde die Waffe mit 7,5 Pint (4,62 Liter) Kühlwasser befüllt. Wurde der Lauf so heiß, dass das Kühlwasser verdampfte, gelangte der heiße Wasserdampf über einen Schlauch in einen Kondensatbehälter, wo er wieder flüssig wurde. Danach konnte man das Wasser wieder in den Laufmantel schütten. Die Munitionskisten mit je 250 Schuss wogen 10 kg. Die Feuerrate lag bei etwa 450 bis 600 Schuss pro Minute und die Einsatzdistanz im Direktbeschuss lag bei maximal 1100 Yards (etwa 1000 m). Als Bordwaffe arbeitete das MG luftgekühlt und war zur Synchronisierung mit dem Propeller mit einem Unterbrechergetriebe ausgestattet. Für die Bord-MGs wurden Metallzerfallgurte des Systems Prideaux verwendet.
Das Vickers-.303-Maschinengewehr wurde auch zum indirekten Schießen auf Flächenziele auf Distanzen bis 4500 Yards (ca. 4110 m) eingesetzt. Zur Ausrüstung gehörte deshalb ein Neigungsmesser, der zur Einregulierung der Waffe auf das Ziel auf den Verschlusskasten der Waffe aufgesetzt wurde. Das gezeigte Modell Clinometer Sight (Mark III) erlaubt eine Elevation von plus/minus 20°.
Für das Vickers-Maschinengewehr wurde die britische Standardmunition im Kaliber .303 British (7,7 × 56 mm) verwendet; die Patronen mussten üblicherweise von Hand in die Munitionsgurte aus Stoff geladen werden. Die Waffe erforderte eine sechs Mann zählende Mannschaft, die aus dem Kommandanten, der das Feuer leitete, dem Schützen, dem Hilfsschützen (Lader) und den Zuträgern bestand. Das Vickers war bei den Soldaten aufgrund seiner Zuverlässigkeit und der soliden Verarbeitung beliebt. Laut Berichten verschossen zehn Vickers-Maschinengewehre während eines Einsatzes in der Schlacht an der Somme innerhalb von 12 Stunden fast eine Million Patronen, ohne dass eine Ladehemmung auftrat. Dabei wurden 100 Läufe verwendet. Danach funktionierten die Waffen immer noch einwandfrei.

## Versionen
Neben der 0,303-Zoll-Version gab es eine Version im Kaliber 0,5 Zoll (12,7 mm), die als Flugabwehrgeschütz und Panzerbewaffnung eingesetzt wurde, sowie weitere Versionen verschiedenen Kalibers für den Export.

### 0,303 Zoll
- Mark I – Standardversion, im Einsatz bis 1968
- Mark II/III/V – gewichtsreduzierte und luftgekühlte Version für Flugzeuge
- Mark IV/VI/VII – Bewaffnung von Infanteriepanzern

### 11 mm

Animation des Rückstoßverstärkers

Varianten des Vickers-MGs wurden auf das französische Kaliber 11 × 59 mm R umgerüstet und zunächst als Bordwaffe eingesetzt. Später wurden auch Luftabwehr-MGs in diesem Kaliber hergestellt. Der Grund dafür lag in der Verfügbarkeit der Munition, die mit Brand- und Leuchtspurgeschossen bereits von den Franzosen in Hotchkiss M1914 zur Ballon- und Luftschiffabwehr verwendet wurde.

### 0,5 Zoll
Das Vickers-.50-Maschinengewehr, oft auch kurz als „Vickers .50“ bezeichnet, basierte grundsätzlich auf derselben Konstruktion wie das .303-MG, es war jedoch für die Verwendung der größeren Patrone 12,7 × 81 mm eingerichtet. Es wurde 1932 eingeführt und überwiegend von der Royal Navy als Flugabwehrwaffe in der Mark-III-Konfiguration eingesetzt.
- Mark I – Prototyp
- Mark II/IV/V – Panzerbewaffnung
- Mark III – Flugabwehrgeschütz (im Marineeinsatz)

### M1915
Im September 1913 testete die United States Army das Vickers-Maschinengewehr als möglichen Ersatz für das leichte Benet-Mercie-Maschinengewehr. Vickers gewann die Ausschreibung – unter anderem gegen die Lewis Gun – und wurde dann im Kaliber .30-06 als M1915 von Colt gebaut.

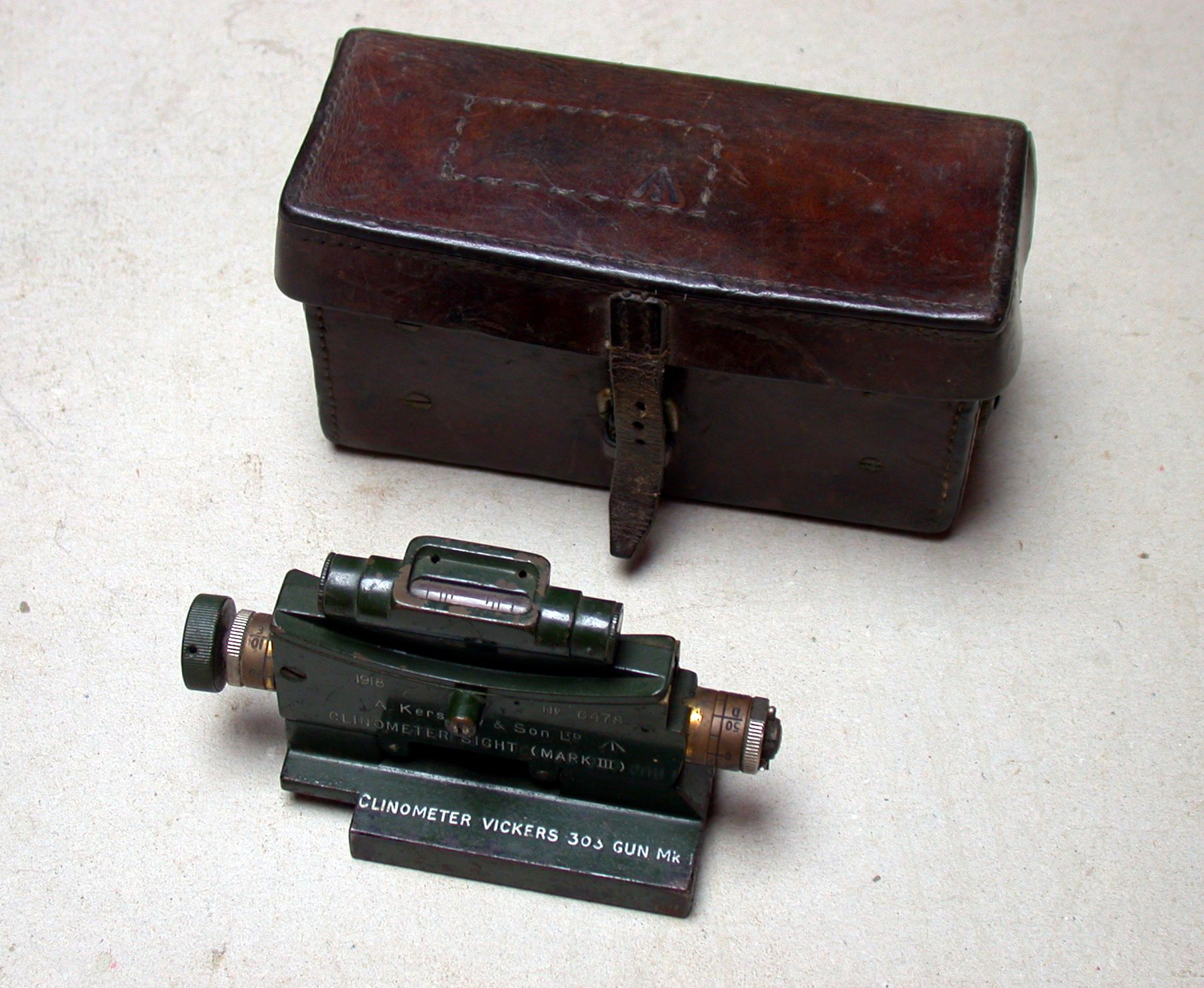
Klinometer für Vickers-.303-Maschinengewehre
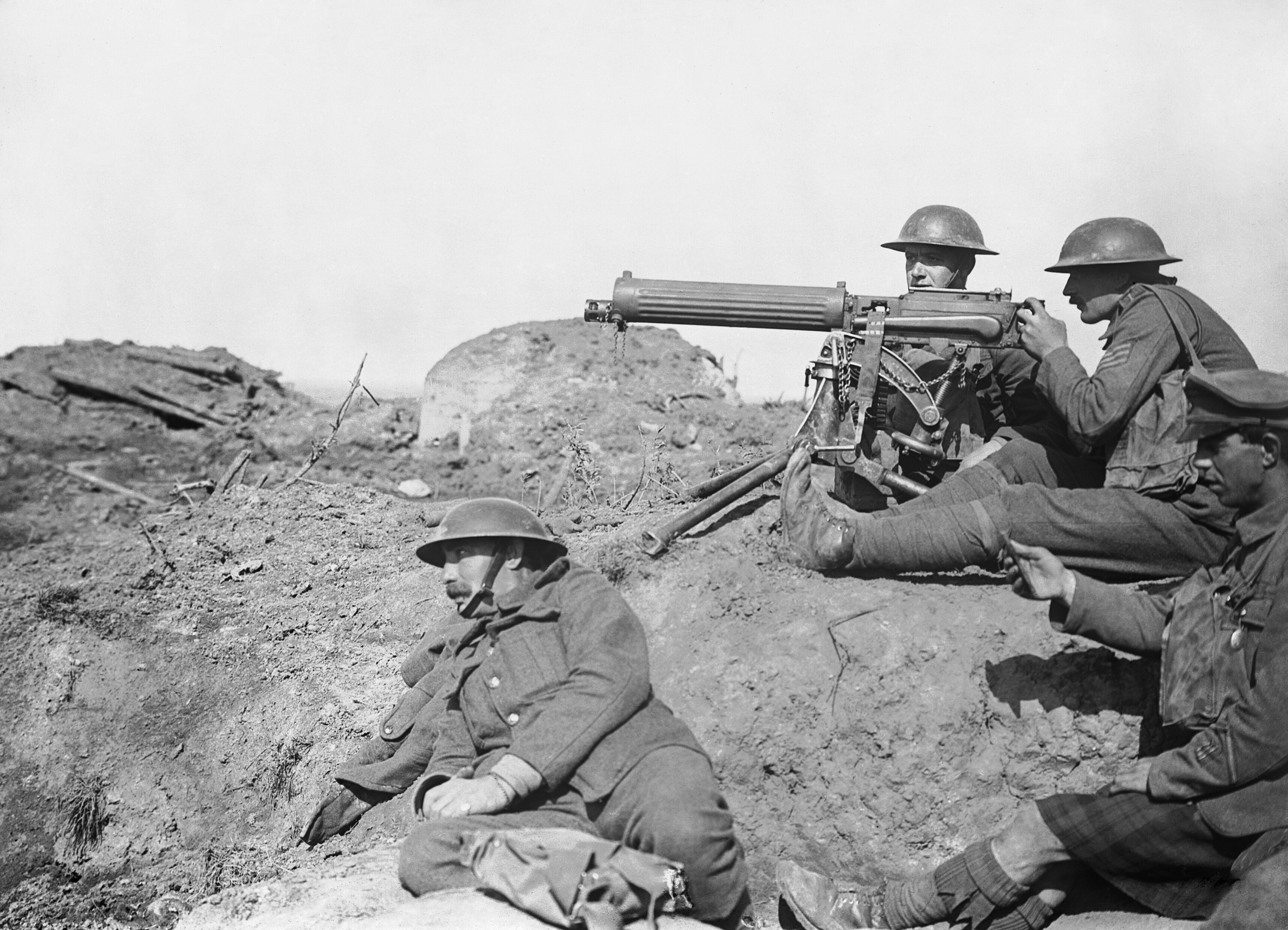
Vickers-MG im Kampfeinsatz
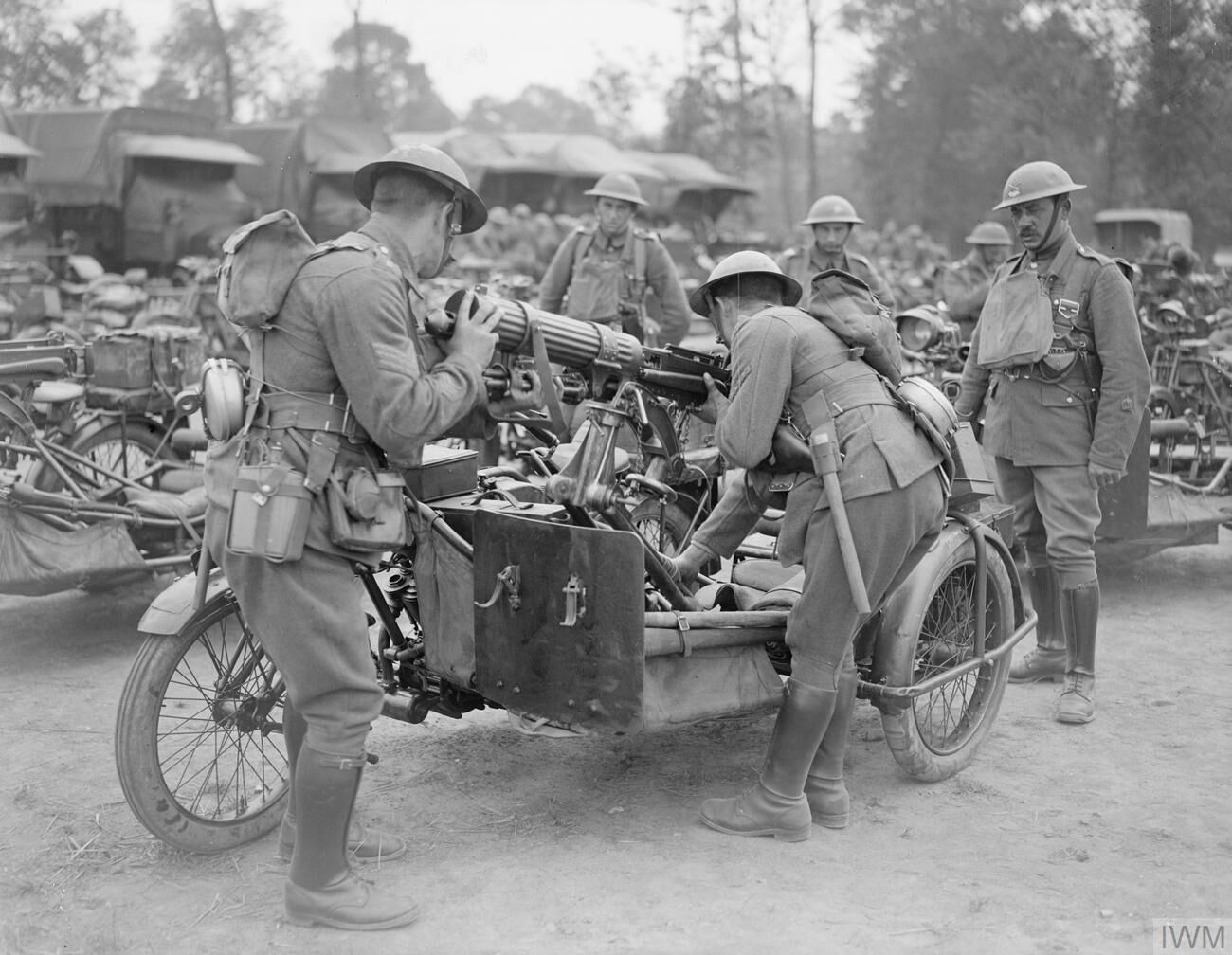
Vickers auf Motorrad mit Beiwagen, Erster Weltkrieg
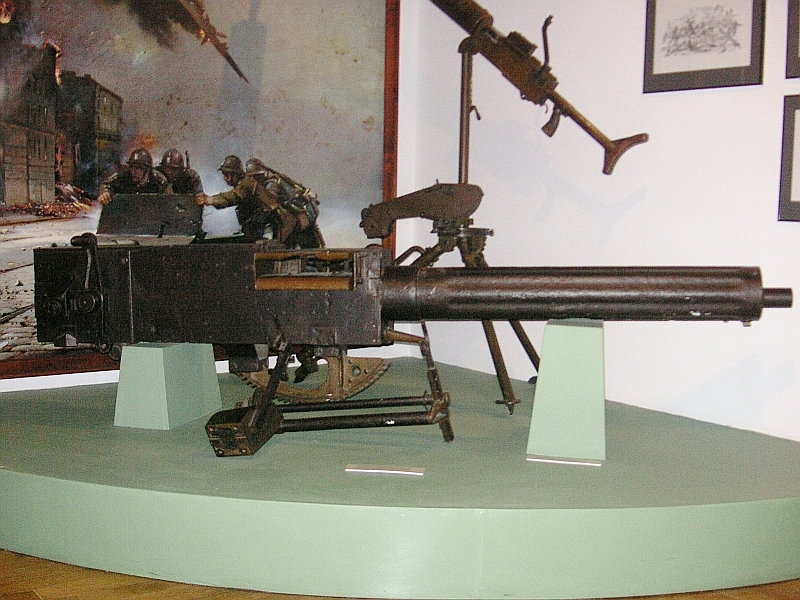
Vickers-.50-Maschinengewehr, Polnisches Armee-Museum, Warschau
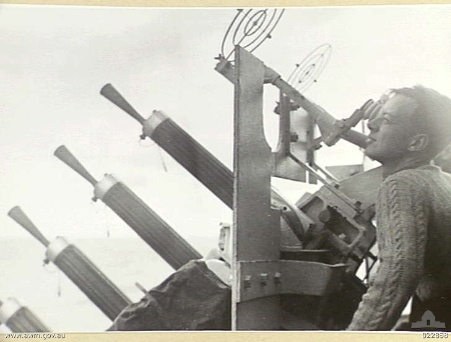
Typische vierläufige Marinekonfiguration auf dem australischen Zerstörer HMAS Napier